# Serie A 1973-1974 (pallamano maschile)
La Serie A 1973-1974 è stata la 5ª edizione del torneo di primo livello del campionato italiano di pallamano maschile.

Esso venne organizzato dalla Federazione Italiana Giuoco Handball.

Il torneo fu vinto dall'Handball Club Rovereto per la 1ª volta nella sua storia.

A retrocedere in serie B furono l'Handball Club Firenze e la Polisportiva Silenziosa Romana.

## Formula
Il torneo fu disputato con la formula del girone unico all'italiana con partite di andata e ritorno.

Al termine della stagione la prima squadra classificata fu proclamata campione d'Italia mentre le ultime due classificate furono retrocesse in serie B.

## Squadre partecipanti
| Città         | Club                           | Palasport | Sponsor         | Stagione precedente      |
| ------------- | ------------------------------ | --------- | --------------- | ------------------------ |
| Bologna       | Handball Club Bologna 1969     |           | Mercury         | Serie B 1972-1973        |
| Firenze       | Handball Club Firenze          |           | Reny            | 8ª in Serie A 1972-1973  |
| Modena        | Pallamano Modena               |           | Agricoltura     | 10ª in Serie A 1972-1973 |
| Roma          | Centro Sportivo Esercito       |           | Haswell         | Campione d'Italia        |
| Roma          | CUS Roma                       |           |                 | 7ª in Serie A 1972-1973  |
| Roma          | H.C. Flaminio Genovesi Roma    |           |                 | 6ª in Serie A 1972-1973  |
| Roma          | H.C. Montesacro Roma           |           | Great Challange | 4ª in Serie A 1972-1973  |
| Roma          | Polisportiva Silenziosa Romana |           |                 | Serie B 1972-1973        |
| Rovereto (TN) | Handball Club Rovereto         |           | Rosmini         | 2ª in Serie A 1972-1973  |
| Teramo        | Teramo Handball                |           |                 | 5ª in Serie A 1972-1973  |
| Trieste       | Pallamano Trieste              |           | Duina           | 3ª in Serie A 1972-1973  |
| Verona        | CUS Verona                     |           |                 | 9ª in Serie A 1972-1973  |

## Classifica
|  | Pos. | Squadra           | Pt | G  | V | N | S | GF | GS | D | Note                                        |
|  | ---- | ----------------- | -- | -- | - | - | - | -- | -- | - | ------------------------------------------- |
|  | 1.   | Rovereto          | 42 | 22 | 0 | 0 | 0 | 0  | 0  | 0 | Qualificato alla Coppa dei Campioni 1974-75 |
|  | 2.   | Teramo            | 34 | 22 | 0 | 0 | 0 | 0  | 0  | 0 |                                             |
|  | 3.   | C.S. Esercito     | 29 | 22 | 0 | 0 | 0 | 0  | 0  | 0 |                                             |
|  | 4.   | CUS Roma          | 25 | 22 | 0 | 0 | 0 | 0  | 0  | 0 |                                             |
|  | 5.   | Trieste           | 24 | 22 | 0 | 0 | 0 | 0  | 0  | 0 |                                             |
|  | 6.   | Montesacro Roma   | 22 | 22 | 0 | 0 | 0 | 0  | 0  | 0 |                                             |
|  | 7.   | Modena            | 21 | 22 | 0 | 0 | 0 | 0  | 0  | 0 |                                             |
|  | 8.   | Bologna 1969      | 21 | 22 | 0 | 0 | 0 | 0  | 0  | 0 |                                             |
|  | 9.   | Flaminio Genovesi | 20 | 22 | 0 | 0 | 0 | 0  | 0  | 0 |                                             |
|  | 10.  | CUS Verona        | 13 | 22 | 0 | 0 | 0 | 0  | 0  | 0 |                                             |
|  | 11.  | Firenze           | 12 | 22 | 0 | 0 | 0 | 0  | 0  | 0 | Retrocesso in Serie B 1974-75               |
|  | 12.  | P.S. Romana       | 0  | 22 | 0 | 0 | 0 | 0  | 0  | 0 | Retrocesso in Serie B 1974-75               |

## Campioni
| Campione d'Italia 1973-1974      |
| -------------------------------- |
| Handball Club Rovereto 1º titolo |